# Réserve naturelle nationale des marais de la Sangsurière et de l'Adriennerie
La réserve naturelle nationale des marais de la Sangsurière et de l'Adriennerie (RNN102) est une réserve naturelle nationale de la région Normandie. Créée en 1991 et occupant 396 ha, elle protège l'une des dernières tourbières actives de plaine.

## Localisation

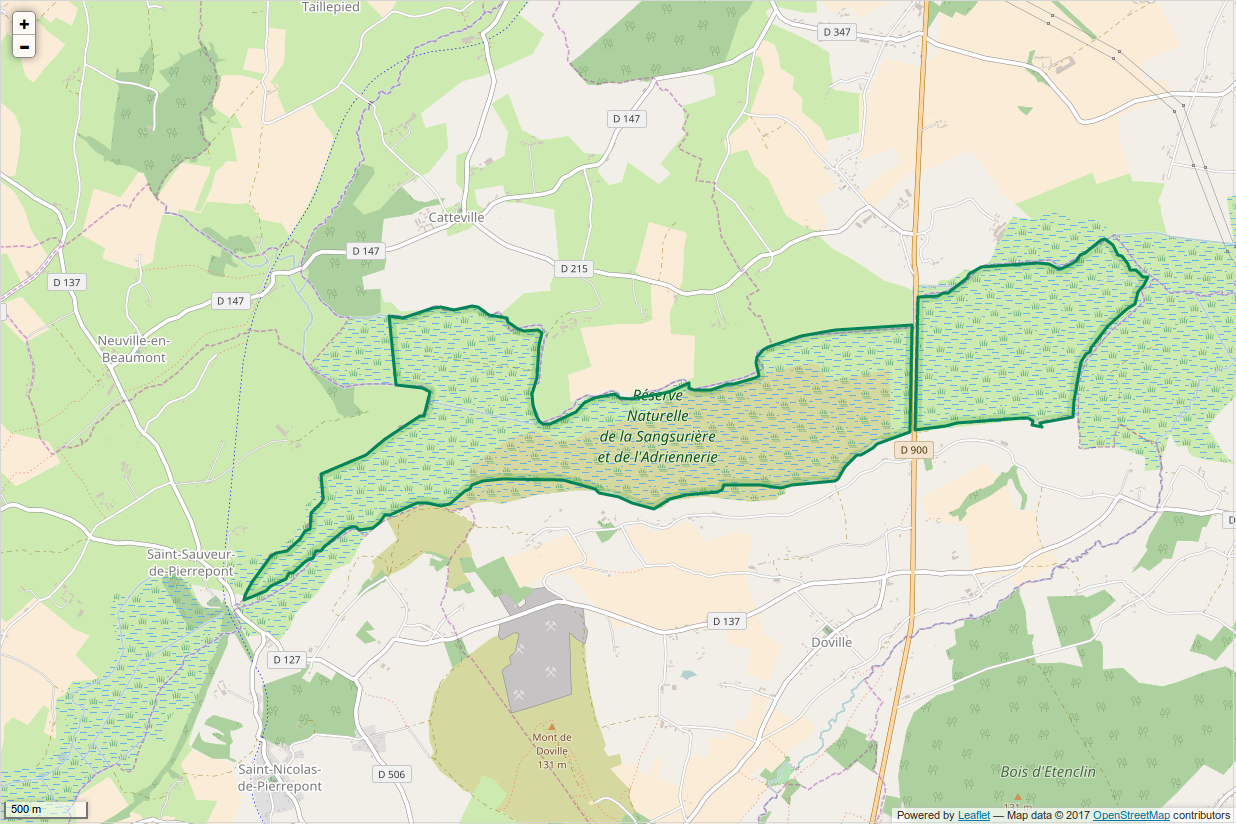
Périmètre de la réserve naturelle.

Le territoire de la réserve naturelle est dans le département de la Manche, sur la commune de Doville dans le Cotentin. Il occupe 396 ha au sein du parc naturel régional des Marais du Cotentin et du Bessin, bordé par deux bras du Gorget.

### Flore

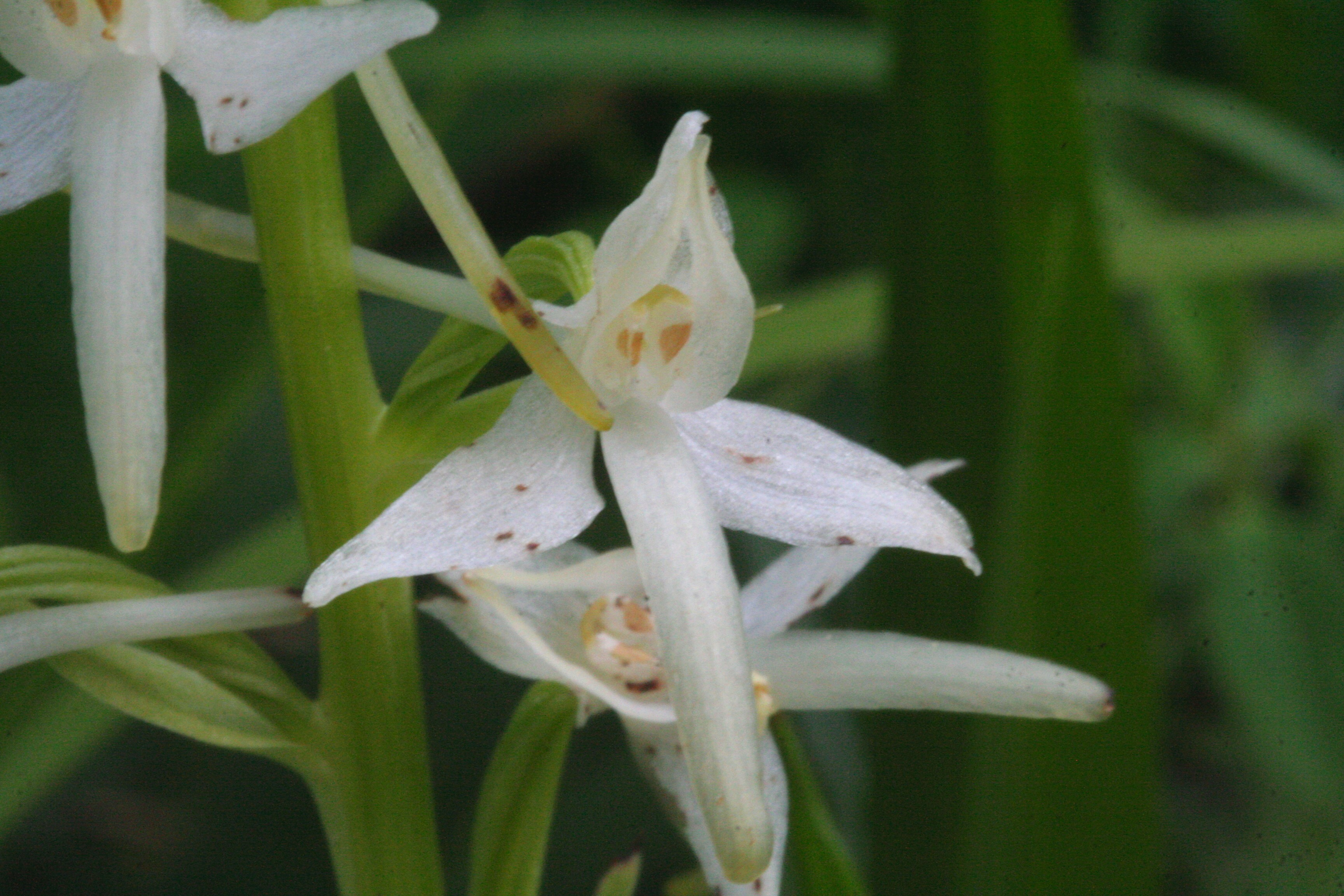
Platanthère à deux feuilles.

## Écologie (biodiversité, intérêt écopaysager…)

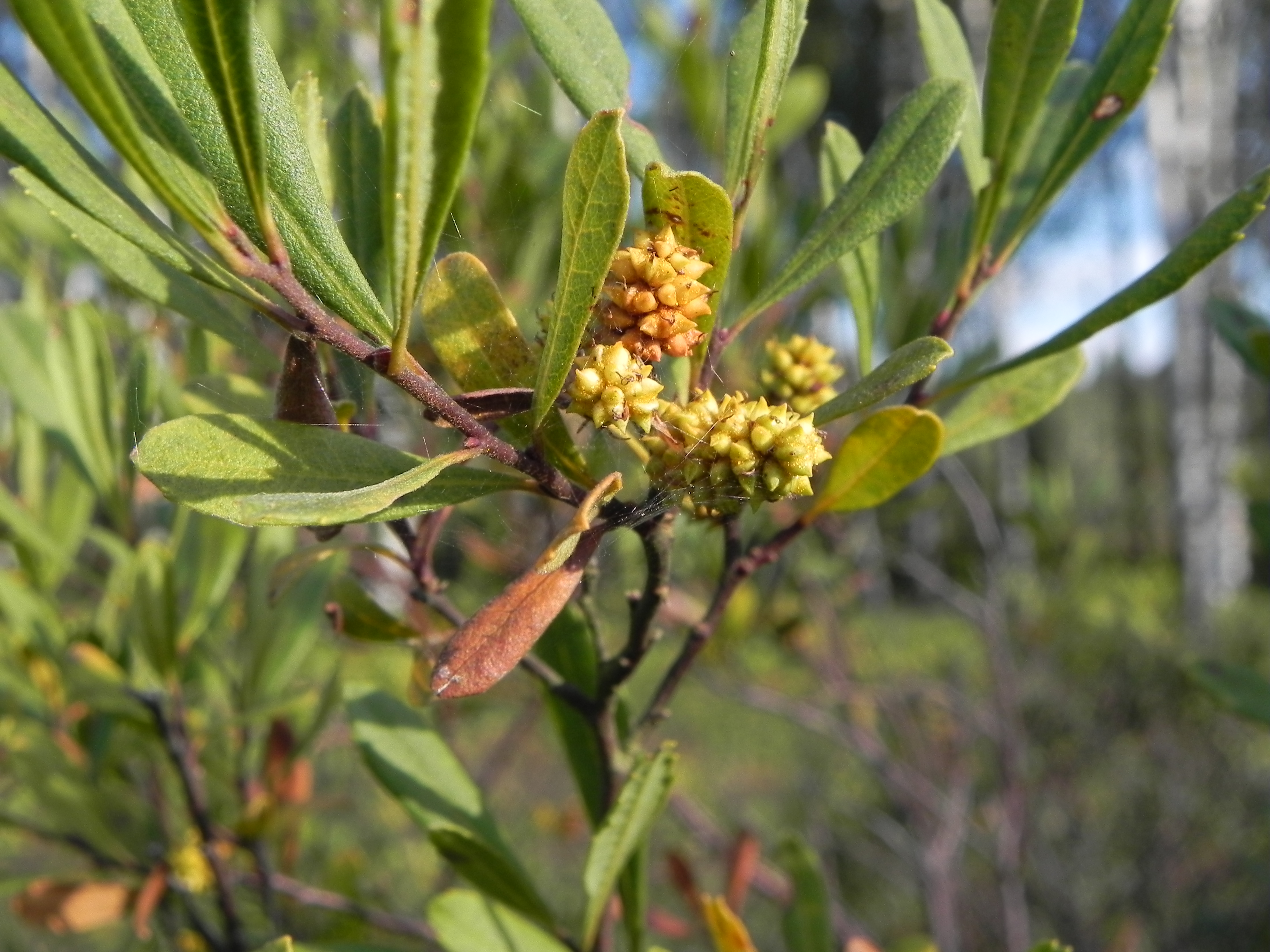
Bois-sent-bon.

### Faune

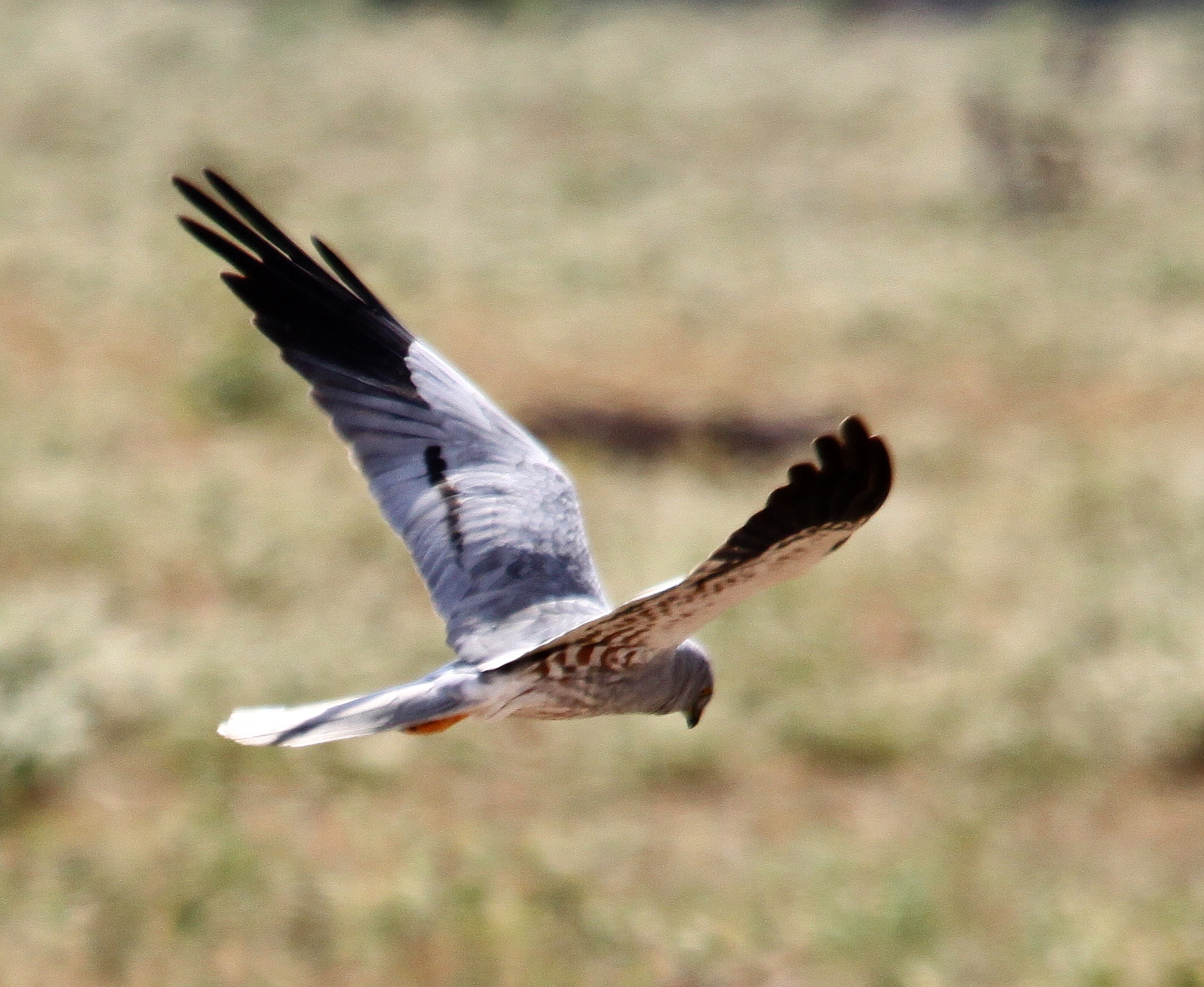
Busard cendré.

La réserve abrite des odonates (Agrion de Mercure...) et des oiseaux (Busard cendré...).

## Administration, plan de gestion, règlement

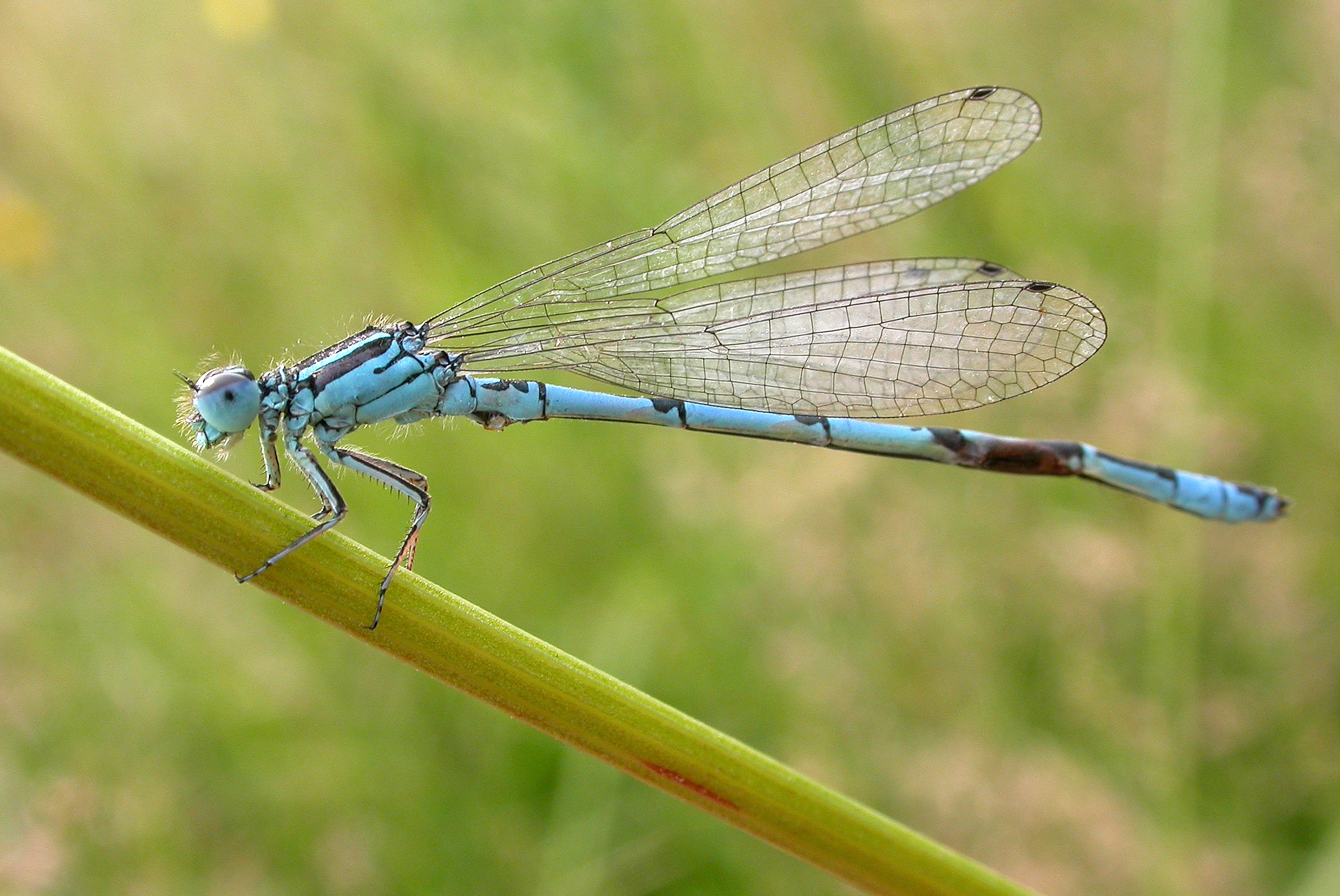
Agrion de Mercure.

La réserve naturelle est gérée par le Parc naturel régional des Marais du Cotentin et du Bessin. La conservatrice est Emmanuelle Bouillon.

### Outils et statut juridique
La réserve naturelle a été créée par un décret du 26 février 1991.